# Kara porządkowa
Kara porządkowa – w polskim prawie jeden z trzech rodzajów środków wymuszających spełnienie obowiązków procesowych (obok przymusowego doprowadzenia do organu procesowego i obciążenia dodatkowymi kosztami postępowania).
Kary porządkowe należą do wyłącznej kompetencji sądu, zaś w postępowaniu przygotowawczym do kompetencji prokuratora, oprócz aresztowania i nakładania na obrońcę lub pełnomocnika kary pieniężnej, które na wniosek prokuratora stosuje sąd rejonowy.
Do kar porządkowych zalicza się:
- karę pieniężną – wymierza się do wysokości 3000 złotych
- aresztowanie – pozbawienie wolności na czas nie dłuższy niż 30 dni.

Przykładowo, zgodnie z art. 49 § 1 Prawa o ustroju sądów powszechnych w razie naruszenia powagi, spokoju lub porządku czynności sądowych albo ubliżenia sądowi, innemu organowi państwowemu lub osobom biorącym udział w sprawie, sąd może ukarać winnego karą porządkową grzywny w wysokości do 3000 złotych lub karą pozbawienia wolności do czternastu dni. Zgodnie z § 3 tego artykułu sąd może postąpić tak samo, gdy dopuszczono się takiego czynu w piśmie złożonym w sądzie lub za pośrednictwem środków porozumiewania się na odległość, o ile istnieje pewność co do osoby sprawcy.
W Niemczech w przypadku odmowy zeznań lub nieodpowiedniego zachowania się świadka na sali sądowej zasądzany jest na podstawie § 70 ustęp 1 Kodeksu Postępowania Procesowego (StPO) areszt porządkowy (Ordnungshaft), trwający od jednego dnia do sześciu tygodni. Ponadto § 70 ustęp 2 StPO przewiduje wyłącznie w sprawach karnych areszt wydobywczy (Beugehaft), trwający maksymalnie sześć miesięcy i upływający z dniem zgłoszenia przez świadka gotowości do złożenia zeznania. W przypadku, gdy chodzi o wymuszenie zeznań dotyczących tego samego czynu, ponowne zasądzenie aresztu wydobywczego jest zabronione.